# 聖保羅街站 (波士頓輕軌綠線C支線)
圣保罗街站（英語：St. Paul Street station）是位于马萨诸塞州布鲁克莱恩的地面轻轨站。车站在灯塔街行车道之间的分隔带中，波士顿轻轨绿线C支线列车在此站停靠。车站两座侧式站台交错分布于圣保罗街两侧，且不是无障碍车站。
圣保罗街与波士顿轻轨绿线B支线和C支线均相交，两条支线均在这条街上设置了车站。

## 车站结构
| G 街道/站台层 | 侧式站台，右侧开门 | 侧式站台，右侧开门          |
| G 街道/站台层 | 出城               | 往克利夫兰环岛 （柯立芝角） |
| G 街道/站台层 | 入城               | 往波士顿北站 （肯特街）     |
| G 街道/站台层 | 侧式站台，右侧开门 |                             |